# Marie-Abdon Santaner
Marie-Abdon Santaner (Ribesaltes, 29 de gener de 1921 - Lió, 15 de març de 2012) va ser un religiós caputxí i teòleg nord-català. Professor a l'Institut Catòlic de París, va desenvolupar, sobre la base d'una antropologia bíblica, una espiritualitat de compromís solidari, d'inspiració franciscana, que va acompanyada d'una avaluació crítica de la societat i de l'Església del segle xx.

## Biografia
Anomenat Pierre en néixer, va entrar al noviciat de la Província Caputxina de Tolosa el 27 d'agost de 1939, que rep el nom de germà Marie-Abdon abans fer la seva professió religiosa el 8 de setembre de 1940. Rep l'ordenació sacerdotal el 22 de desembre de 1946 i és nomenat director de l'Escola Seràfica a Baiona des de juny de 1947 fins a maig 1961, serà també el guardià (= superior) de la fraternitat (= comunitat) adscrit a l'Institut entre 1955 i 1958, any en què va publicar el seu primer llibre, Richesses inexploitées revisió del treball del monjo alemany Martin Cochem (1634-1712). Després d'haver estat elegit el maig de 1961 Ministre provincial de Tolosa, es va unir a la comunitat de Perpinyà el juny de 1964 i a la de Conyac al juny de 1967. Va ser nomenat conseller provincial dues vegades, dividia el seu temps entre la província i la capital des de febrer de 1968. Aquest va ser el moment en què, adscrit a la capellania nacional d'Acció Catòlica Obrera (ACO) i de la Joventut Obrera Cristiana (JOC), es converteix en professor a l'Institut Catòlic de París de setembre de 1971 fins a juliol de 1986.
Després d'haver-se integrat al setembre de 1985 a la comunitat de Saint-Bonaventure (París), on viu amb estudiants de filosofia i teologia, assegura el càrrec de guardià de 1986 a 1987. Tres anys més tard, va ser nomenat al Centre animació pastoral d'Évry, com a responsable de la formació teològica i pastoral dels laics a la diòcesi d'Évry-Corbeil, convertint-se, en 1993, en vicari episcopal i membre i teòleg del Consell Episcopal, amb títol de religiós. El gener de 2000, va ser enviat a la comunitat de La Chardonniere a Francheville (Lió), abans d'unir-se, algun temps després, a la casa de retir de Càritas a Lió-Montplaisir, on va morir el 15 de març de 2012. El seu funeral fou celebrat a Bron el 21 de març de 2012.

## Obres
- A la gloire de l'homme, 4 volumes, Paris, Editions Ouvrières, 1971-1973.
- Aux approches d'Assise : essai sur les problèmes de la vie religieuse chrétienne dix ans après Vatican II, Paris, Editions Ouvrières, 1976.
- L'avenir de la communauté religieuse : vivre ensemble l'Alliance, Paris, Editions Ouvrières, 1978.
- La Bible, clés de lecture, Paris-Montréal, Médiaspaul, 2008.
- Connaître Dieu vivant, Paris, Editions Ouvrières, 1968.
- De l'exode à l'exil : au prix du corps, Paris, Desclée de Brouwer, 1992.
- Désirer de désir : eucharistie et vie des hommes, Paris, Editions Ouvrières, 1981.
- Dieu à tâtons ?, Paris, Editions Ouvrières, 1975.
- Dieu cherche l'homme, Paris, Editions Ouvrières, 1965.
- Dieu cherche l'homme : "Adam, où es-tu ?", Paris, Editions Ouvrières, 1981.
- L'Esprit au cœur de la vie, Paris, Médiaspaul, 1997.
- François d'Assise et de Jésus, Paris, Desclée, 1984.
- Homme et pouvoir, Église et ministère, Paris, Editions Ouvrières, 1980.
- Le mystère du Père, Paris, Editions Ouvrières, 1988.
- Peuple de rois, Paris, Editions Ouvrières, 1969.
- Poussière ou cendre : inhumation et incinération, Paris, Médiaspaul, 1997.
- Un pouvoir pas comme les autres, Paris, Desclée de Brouwer - Québec, Bellarmin, 1975.
- Présence et action de l'Esprit : de la glaise à la Gloire, Paris, Desclée de brouwer, 1995.
- Prier à Assise avec François et Claire, Paris, Desclée de Brouwer, 1993.
- Quel homme suis-je ? du jardin d'Eden à la rencontre d'Emmaüs, Paris, Médiaspaul, 1999.
- Qui est croyant ?, Paris - Budapest - Torino, L'harmattan, 2004.
- Le retour à Assise, Paris - Bruges, Desclée de Brouwer, 1970.
- Le ver était dans le fruit : un christianisme en dégénérescence, Paris, Editions du Cerf, 2008.
- Vérité de l'homme et goût de la vie : parcours bibliques, Paris, Desclée de Brouwer, 1990